# Pierre-Louis-Omer Charlet
Pour les articles homonymes, voir Charlet.
Pierre Louis Omer Charlet, né le 2 janvier 1809 au Château-d'Oléron et mort le 3 février 1882 à Hyères, est un peintre et homme politique français.

## Biographie
Pierre Louis Omer Charlet est le fils de Pierre Louis Barthélémy Charlet, maire du Château-d'Oléron, et de Thérèse Bonnamy de Bellefontaine (remariée à Jérôme de Laage de Meux).
Avocat, d'abord élève de Lethière jusqu'en 1832, il entre aux Beaux-Arts de Paris en 1833 et étudie auprès d'Ingres et de Gros.
Il expose dès 1835 et obtient une médaille de 3e classe en 1841 pour son Martyre de saint Adrien, puis deux ans plus tard, de seconde classe pour son Christ descendu de la croix.
En 1852, il épouse Anne Élisabeth Boutiron, fille d'Érasme Wolphange Boutiron et d'Anne Mélanie Palliot du Plessis, puis s'étant engagé en politique, devient conseiller général du département de la Charente-Inférieure pour le canton du Château-d'Oléron entre 1852 et 1882.
Il meurt dans un hôtel à Hyères le 3 février 1882 et est inhumé dans son village natal.

Œuvres de Pierre-Louis-Omer Charlet
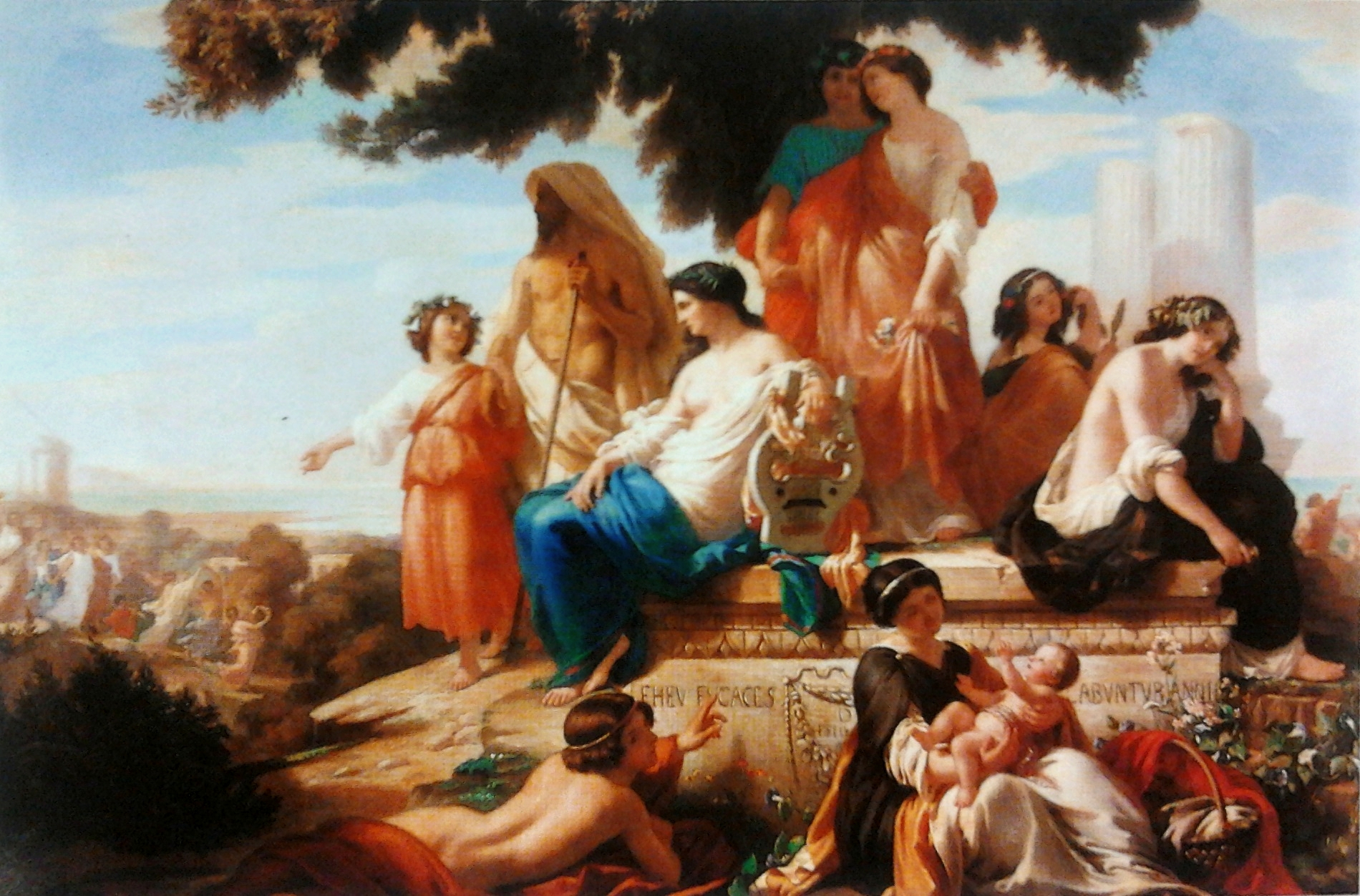
Allégorie du Temps, Varsovie, musée de la Collection de Jean-Paul II.
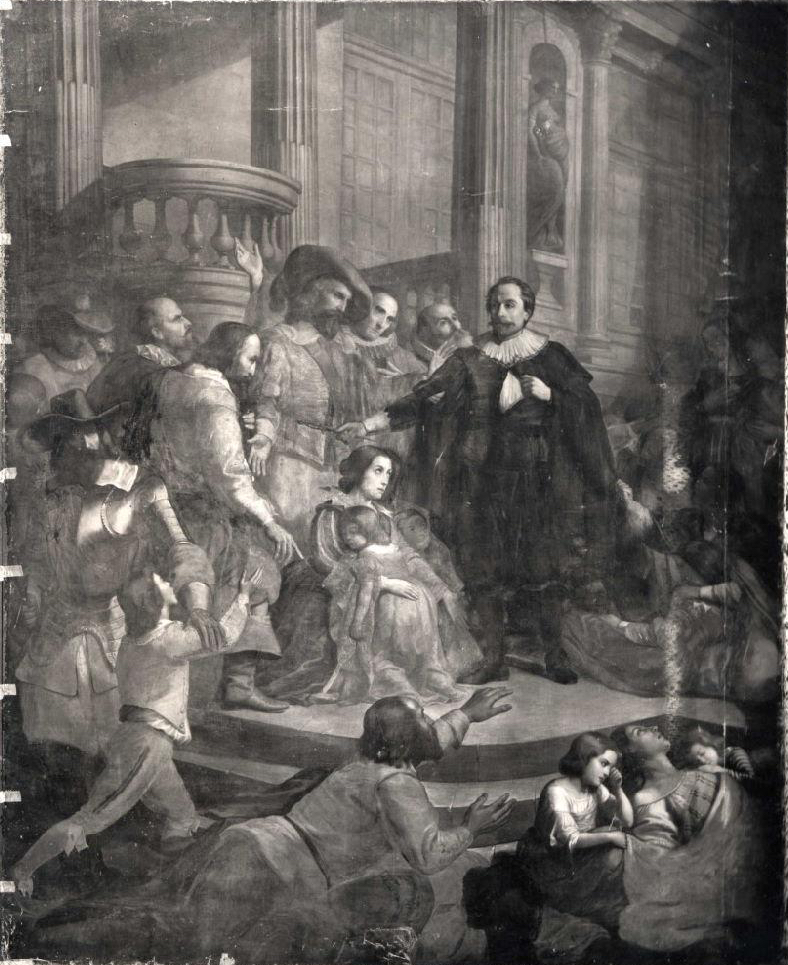
Le Maire Jean Guiton sur les marches de l'hôtel de ville exhorte ses concitoyens à ne pas se rendre, La Rochelle, musée d'Orbigny Bernon.

## Postérité
- Une rue porte le nom d'Omer Charlet au Château-d'Oléron, ainsi qu'à Saint-Trojan-les-Bains